# Jonathan Zongo
Jonathan Sundy Zongo (Ouagadougou, 6 de abril de 1989) é um futebolista profissional burquinense que atua como atacante.

## Carreira
Jonathan Zongo representou o elenco da Seleção Burquinense de Futebol no Campeonato Africano das Nações de 2017.